# Jet Records
Jet Records – niewielka brytyjska wytwórnia płytowa założona przez Dona Ardena. Dla niej nagrywała święcąca triumfy w latach siedemdziesiątych i osiemdziesiątych formacja Electric Light Orchestra. 

## Lista artystów nagrywających w Jet Records
- Bucks Fizz
- Electric Light Orchestra
- Jeff Lynne
- Gary Moore
- Ozzy Osbourne
- Lyndsey De Paul
- Alan Price
- Riot
- Roy Wood